# Tausendundeine Nacht – Geschichten mit realen Herrschern
Tausendundeine Nacht – Geschichten mit realen Herrschern ist eine Liste zur Übersicht jener Geschichten aus Tausendundeine Nacht, in denen historische Herrscher auftreten.
Die Liste folgt dem zeitlich historischen Ablauf und ist nach den zugehörigen Dynastien und Herrschern geordnet, die einzelnen Geschichten sind sortiert nach ihrer Auflistung in der Arabian Nights Encyclopedia.

## Lachmiden-Könige (bis 602)
Arabisch-irakische Dynastie der Lachmiden, Vasallen der persischen Sassaniden.

### Al-Nu'man III ibn al-Mundhir (reg. 580–602)
- ANE 140 – Prinzessin Hind und Adi ibn Zaid – Kurzgeschichte über eine Romanze von al-Nu'mans Tochter Hind.

## Persische Herrscher (bis 661)

Machtbereich der persischen Sassaniden im 3. Jahrhundert n. Chr.

Herrscher im vorislamischen persischen Sassaniden-Reich.

### Chosrau I. ‚Anuschirvan‘(reg. 531–579)
- ANE 121 – Anuschirvan und das vorsichtige Mädchen – Kurzgeschichte; Anuschirvan begegnet einem gewitzten Mädchen.[1]
- ANE 162 – Anuschirvan erforscht den Zustand seines Landes – Kurzgeschichte; Anuschirvan sucht eine besondere Medizin.[2][3]

### Chosrau II. (reg. 590–628)
- ANE 123 – Chosrau, Schirin und der Fischer – In der Kurzgeschichte hört der persisch-sassanidische Herrscher Chosrau II. (reg. 590 bis 628) auf, auf seine Frau Schirin und jemals wieder eine Frau zu hören.

## Raschidun-Kalifen (632–661)

Machtbereich des Raschidun-Kalifates (braun und orange) bis 661.

Die aus sunnitisch-muslimischer Sicht ersten vier rechtgeleiteten (Raschidun) Kalifen Abū Bakr, ʿUmar ibn al-Chattāb, ʿUthmān ibn ʿAffān, und ʿAlī ibn Abī Tālib waren unmittelbare engste Weggefährten des Propheten Muhammad. Die existierenden Konflikte und verschiedenen politischen Sichtweisen innerhalb der Gemeinde eskalierten nach der Ermordung des dritten Kalifen ʿUthmān ibn ʿAffān in einen Bürgerkrieg – die erste Fitna, welcher mit der Ermordung ʿAlī ibn Abī Tālibs und der Machtübernahme der Dynastie der Umayyaden endete.

### ʿUmar ibn al-Chattāb(reg. 634–644), 2. Kalif
- Die bekehrte Christin – Während der islamischen Eroberung der Levante verliebt sich eine junge Christin in einen Muslim, später treffen beide auf den Kalifen ʿUmar ibn al-Chattāb.[4]

## Umayyaden-Kalifen (661–750)

Das Reich der Umayyaden zur Zeit seiner größten Ausdehnung um 750.

Nach dem ersten muslimischen Bürgerkrieg und der Ermordung des Kalifen ʿAlī ibn Abī Tālib setzte dessen Rivale Muʿāwiya I. seine Herrschaft über das islamische Reich durch; nachdem die Kalifen zuvor stets gewählt wurden, begründete er das dynastische Prinzip. Die Umayyaden herrschten vom syrischen Damaskus aus, bis sie im Jahr 750 durch die Abbasiden von der Macht entfernt wurden.

### Muawiya I.(603–680), 1. Kalif
- ANE 219 – Der Beduine und seine Frau – Ein Beduine muss seine Frau Su'ad gegen die Gelüste von Muawiya I. und Marwan I. verteidigen.

### Marwan I.(623–685), 4. Kalif
- ANE 219 – Der Beduine und seine Frau – Ein Beduine muss seine Frau Su'ad gegen die Gelüste von Muawiya I. und Marwan I. verteidigen.

### ʿAbd al-Malik Ibn Marwan(646–705), 5. Kalif
- ANE 62 – Ni'ma und seine Sklavin Nu'm – Die Sängersklavin Nu'm wird entführt und nach Damaskus zum Umayyaden-Kalifen Abd al-Malik Ibn Marwan verschleppt. Ni'ma, Nu'ms Ehemann und Besitzer, macht sich auf, um seine Geliebte zu retten.
- ANE 67 – Geschichte von der Stadt Lebta – Kurzgeschichte über die verhängnisvollen Eroberung einer byzantinischen Stadt durch die muslimischen Heere während der Islamischen Expansion (632–750).[5]
- ANE 212 – Prinzessin Hind und al-Hadschadsch – Kurzgeschichte in der Abd al-Malik die schöne Hind bint al-Nu'man umwirbt.
- ANE 492 – Die Tänzerinnen des Kalifen – Ein armer Dichter kommt zum Kalifen Abd al-Malik, interessiert sich jedoch mehr für dessen Tanzsklavinnen.

### Al-Walid I.(668–715), 6. Kalif
- ANE 67 – Geschichte von der Stadt Lebta – Kurzgeschichte über die verhängnisvollen Eroberung einer byzantinischen Stadt durch die muslimischen Heere während der Islamischen Expansion (632–750).[5]

### Hischām ibn ʿAbd al-Malik(691–743), 10. Kalif
- ANE 68 – Hischām ibn ʿAbd al-Malik und der junge Beduine – Dem Kalifen Hischām ibn ʿAbd al-Malik wird eine Lektion über gutes Benehmen von einem arabischen Schafshirten erteilt.[6][7]

### Al-Walid II.(706–744), 11. Kalif
- ANE 214 – Yunus der Schreiber, die Sklavin und al-Walid II. – Kurzgeschichte, in der der spätere Kalif al-Walid II. eine Sängersklavin kauft.

## Abbasiden-Kalifen (750–1258)

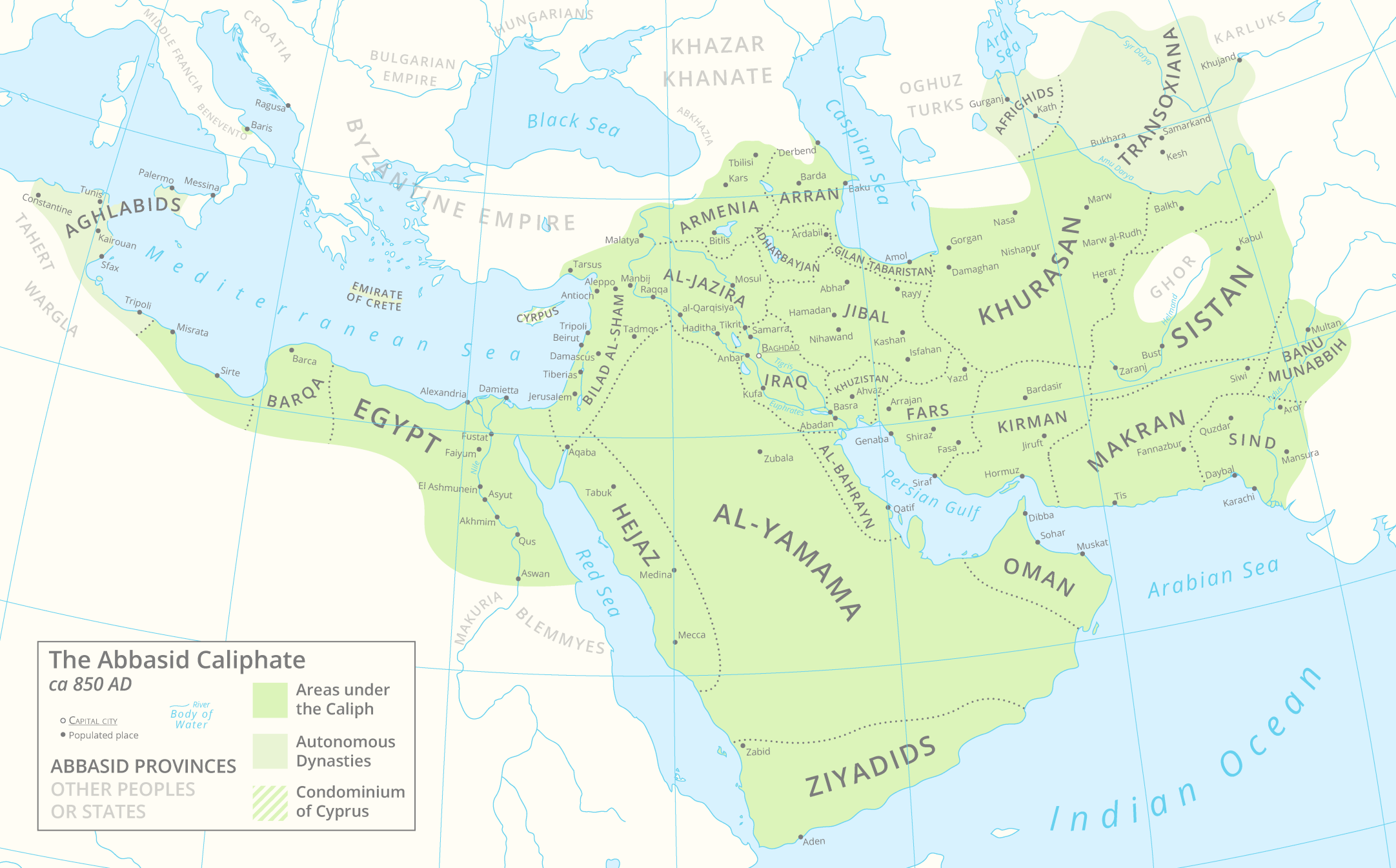
Machtbereich des Abbasiden-Kalifats um das Jahr 850.

Die Dynastie der Abbasiden setzte sich in der Abbasidischen Revolution gegen die Umayyaden durch und übernahm im Großteil der islamischen Welt die Macht. Zentrum ihres Herrschaftsraumes war der Irak und die neu gegründete Stadt Bagdad. Nach der Zerstörung Bagdads durch die Mongolen im Jahr 1258 endete das Abbasiden-Reich de facto, wenngleich unter der Herrschaft der ägyptischen Mameluken noch immer formell Nachfahren der Abbasiden den Titel der Kalifen bis ins 16. Jahrhundert führten.

### Harun al-Raschid(766–809), 5. Kalif
- Der wunderbare Reisesack – Kurzgeschichte,
- ANE 35 – Die Sklavin Anis al-Dschalis und Nur al-Din Ibn Chakan – Ein Liebespaar erlebt eine Reihe von Krisen, die sie schließlich nach Bagdad führen, wo sie dem Kalifen Harun al-Rashid begegnen.[8]
- ANE 75 – Harun al-Raschid, die Sklavin und Abu Yusuf – Kurzgeschichte in der Harun al-Raschid eine Sklavin begehrt und den Richter Abu Yusuf um Rat bittet, damit dieser Rechtsfragen nach den Regeln des Islam und der Scharia für ihn löst.[9][10]
- ANE 77 – Geschichte des Arabers mit den Bohnen – Kurzgeschichte, Anekdote über den von Harun al-Raschid gehängten Wesir Dscha'far ibn Yahya.
- ANE 85 – Harun al-Raschid, die Sklavin und Abu Nuwas – erotische Kurzgeschichte, in der Harun al-Raschid sich in eine Sängersklavin verliebt, während der Dichter Abu Nuwas von homoerotischen Gelüsten und hellseherischen Fähigkeiten beseelt ist.[11]
- ANE 111 – Harun al-Raschid und Zubaida im Bade –  Kurzgeschichte, in der Harun al-Raschid seine Gattin Zubaida bint Dschaʿfar beim Bad beobachtet und zusammen mit dem Dichter Abu Nuwas über sie ein Gedicht schteibt.[12]
- ANE 115 + 116 – Harun al-Raschid und die zwei bzw. drei Sklavinnen – zwei pornografische Kurzgeschichten und Satiren auf die muslimische Religionswissenschaft.[13]
- ANE 119 – Vom Qadi Abu Yusuf und der Herrin Zubaida – Kurzgeschichte, in der der Qadi Abu Yusuf eine gefährliche Situation zwischen Harun al-Raschid und seiner Gattin Zubaida bint Dschaʿfar entschärft.[14]
- ANE 129 – Das wunderbare Augenheilmittel – Kurzgeschichte, in der Harun al-Raschid sich einen Spaß mit einem an einer Augenkrankheit leidenden alten Mann erlaubt.[15]
- ANE 157 – Die Sklavin Tawaddud – Der Sohn eines reichen Kaufmanns gerät selbstverschuldet in Armut, woraufhin ihm seine wohlgelehrte Sängersklavin durch eine List mit Wissen und Scharfsinn aus der Patsche hilft und sogar dem Kalifen Harun al-Raschid und dem Gelehrten Abū Ishāq Ibrāhīm ibn Saiyār al-Nazzām ein Schnippchen schlägt.[16]
- ANE 215 – Harun al-Raschid und die junge Beduinin – Kurzgeschichte, in der sich Harun al-Raschid in eine Beduinin verliebt.[17]
- ANE 216 – Al-Asma'i und die Mädchen aus Basra – Harun al-Raschid bittet den Dichter al-Asma'i ihm einen Geschichte zu erzählen.
- ANE 217 – Ibrahim al-Mausili und der Teufel – Der Musiker Ibrahim al-Mausili bekommt ungebetenen Besuch von Iblis, dem Teufel.
- ANE 222 – Die Liebenden von Medina – Kurzgeschichte, in der der Dichter Ibrahim al-Mausili von der unerfüllten Liebe eines jungen Paares aus dem Hidschaz erfährt.[18]
- ANE 258 – Ibrahim und Dschamila – Liebesgeschichte, in der Harun al-Raschid einem Liebespaar zu Hilfe kommt.[19]
- ANE 339 – Die Sklavin Tuhfat al-Qulub – Die schöne und talentierte Sängersklavin Tuhfat al-Qulub gelangt in den Besitz des Kalifen Harun al-Raschid, wird aber durch Iblis schon bald in eine andere, übernatürliche Welt gebracht.
- ANE 341 – Die Sklavin Sitt al-Milah und Nur al-Din Ali – Der Kaufmannssohn Nur al-Din Ali reist nach Bagdad, wo er die Sängersklavin Sitt al-Milah trifft, die sich in ihn verliebt. Als er sie kauft, wird das Paar je voneinander getrennt.
- ANE 354 – Ali Chawadscha und der Kaufmann aus Bagdad – Der Kaufmann Ali wird von einem Freund betrogen. Zu Hilfe kommen ihm Harun al-Raschid und einige spielende Kinder.[20]

### Al-Amin(787–813), 6. Kalif
- ANE 125 – Die Sklavin des Dscha'far ibn Musa – Al-Amin begehrt eine Sängersklavin seines Cousins Dscha'far ibn Musa.

### Al-Ma'mun(768–833), 7. Kalif
- ANE 71 – Al-Ma'mun und Chadidscha – Al-Ma'mun trifft seine spätere Ehefrau Buran bint al-Hasan ibn Sahl.
- ANE 84 – Die sechs Sklavinnen des Jemeniten – Sechs Sängersklavinnen treten in einem Wettstreit an und erregen letztlich das Interesse des Kalifen al-Ma'mun.
- ANE 97 – Abu al-Hasan und der Kalif al-Ma'mun – Kurzgeschichte, in der der mittellose Abu al-Hasan einer Versuchung erliegt, die zu einem Zusammentreffen mit dem Kalifen al-Ma'mun führt.
- ANE 131 – Die Pyramiden – Kurzgeschichte, in der al-Ma'mun die Pyramiden von Gizeh besucht und ihre Schätze ausgraben will.
- ANE 148 – Die Liebe von Abu ʿIsa zu Qurrat al-ʿAin – Abu ʿIsa Muhammad liebt die in fremden Besitz befindliche Sklavin Qurrat al-ʿAin und versucht mit Hilfe seines Bruders, des Kalifen al-Ma'mun, sie in seinen Besitz zu bringen.
- ANE 500 – Die zehn Sklavinnen – Der Kalif al-Ma'mun begehrt nach zehn Sängersklavinnen eines fernen Königshofs.
- ANE 543 – Der Kalif al-Ma'mun und das Mädchen vom Stamm der Kilab – Der Kalif al-Ma'mun trifft eine schöne Araberin, die er heiratet. Sie wird wohl mit seiner Sklavin Sundus identifiziert.

### Al-Mutawakkil(822–861), 10. Kalif
- ANE 100 – Al-Mutawakkil und seine Sklavin Mahbuba – Kurzgeschichte über die Liebe zwischen dem Abbasiden-Kalifen al-Mutawakkil und der Sängersklavin Mahbuba.
- ANE 150 – Al-Mutawakkil und al-Fath ibn Chakan – Kurzgeschichte in der der Kalif al-Mutawakkil durch eine hübsche Arznei geheilt wird.

## Fatimiden-Kalifen (909–1171)

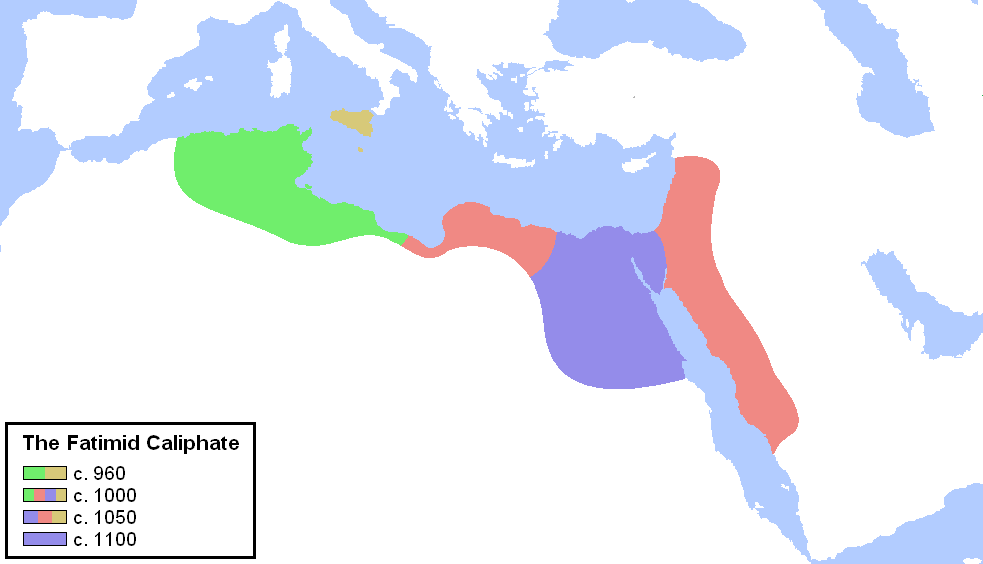
Der Herrschaftsbereich der Fatimiden in verschiedenen Phasen ihrer Herrschaft.

Die Fatimiden waren eine schiitische Dynastie, die zunächst in Tunesien an die Macht kam und schließlich Ägypten und weite Teile des Nahen Ostens eroberte.

### Al-Hakim(996–1021), 6. Kalif
- ANE 101 – Die Frau mit dem Bären – Kurzgeschichte in der ein Metzger einer unheimlichen Frau folgt und später den Kalifen al-Hakim trifft.[21]
- ANE 120 – Al-Hakim und der reiche Kaufmann – Kurzgeschichte, in der Kalif al-Hakim einem Kaufmann begegnet.[22]

## Ayyubiden-Sultane (1171–1260/1341)

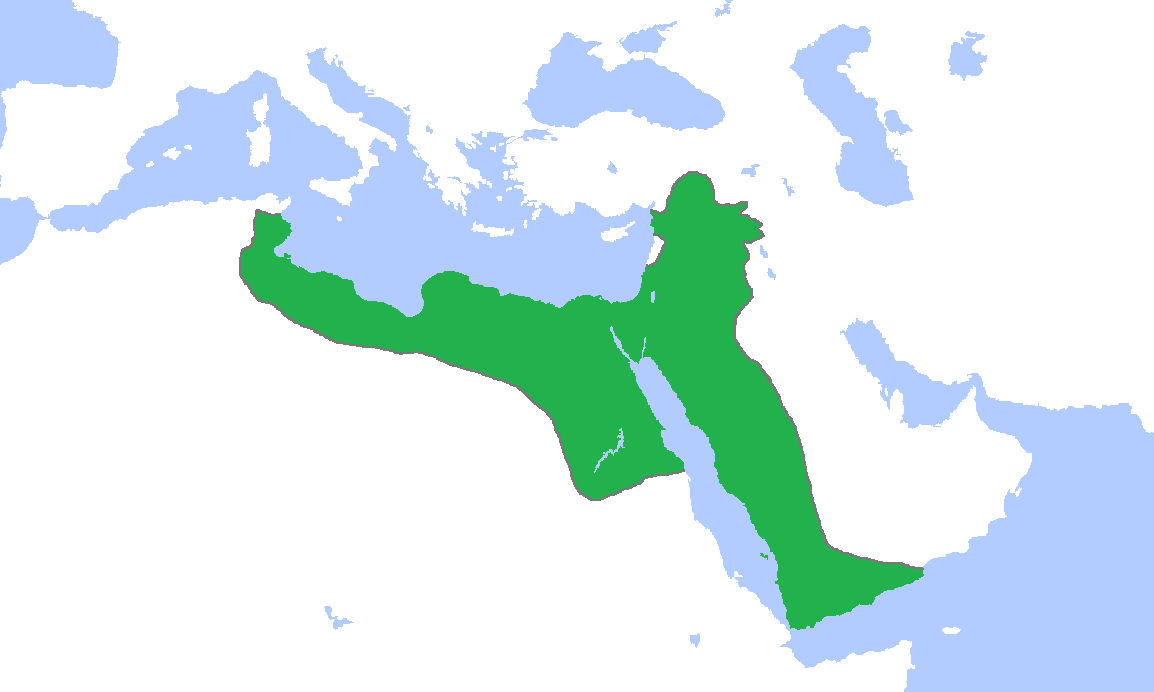
Das Reich der Ayyubiden zur Zeit seiner größten Ausdehnung.

Die Ayyubiden waren eine von dem legendären kurdisch-stämmigen Sultan Saladin begründete Dynastie.

### Saladin(1137–1193), 1. Ayyubiden-Sultan
- ANE 234 – Der Ägypter und die Frau der Kreuzritter – Während der Kreuzzüge verlieben sich ein muslimischer Ägypter und eine christliche Europäerin ineinander.